# Al-Ittihad SC Alep
|  | Aquest article tracta sobre el club de futbol siri. Vegeu-ne altres significats a «Al-Ittihad». |

L'Al-Ittihad Sports Club Alep (àrab: نادي الاتحاد الرياضي, Nādī al-Ittiḥād ar-Riyāḍī, ‘Club Esportiu de la Unió’) és un club de futbol sirià de la ciutat d'Alep.

## Història
Va ser fundat el 1949 i reconegut oficialment pel govern en 1953. Els seus partits es juguen a l'Estadi Internacional d'Alep, que té capacitat de 75.000 espectadors, un dels més grans de l'Orient Mitja,
El club va ser fundat el 20 juliol 1949 sota el nom d'Alep Ahli Club, per la fusió de tres equips de futbol-sala a Alep: Janah (l'ala), Osud Shahba (Lleons de Shahba) i Al-Nejmeh (l'Estrella), abans de ser reconegut oficialment pel Ministeri de l'Interior el 25 de gener de 1953. El 1972, el nom del club es va transformar en Al-Ittihad per la decisió del govern sirià.
Ittihad és un dels clubs més populars a Síria i l'Orient Mitjà. També és un dels millors clubs d'Àsia. Es practiquen 20 tipus d'esports en el club.
És el club amb més títols de Síria.

## Palmarès
- Lliga siriana de futbol:[2]
  - 1967, 1968, 1977, 1993, 1995, 2005, 2025
- Copa siriana de futbol:[3]
  - 1966, 1973, 1982, 1984, 1985, 1994, 2005, 2006, 2011